# Bruno Müller
Bruno Müller (født 11. oktober 1902, død 8. juni 1975) var en tysk roer og olympisk guldvinder.
Müller, der stillede op for Ruderverein Hellas i Berlin, roede toer uden styrmand sammen med Kurt Moeschter, og duoen vandt det tyske mesterskab tre år i træk fra 1927. De var desuden begge med i en firer uden styrmand, der blev nummer tre ved det tyske mesterskab i 1927 og nummer et året efter.
Ved OL 1928 i Amsterdam stillede han og Moeschter op i toeren, og de vandt først deres indledende heat, hvorpå de i semifinalen besejrede John Schmitt og Paul McDowell i semifinalen. I finalen vandt tyskerne guld foran briterne Terence O'Brien og Robert Nisbet, der fik sølv, mens det amerikanske par tog bronzemedaljerne.
I sit civile liv var forsikringsagent.

## OL-medaljer
- 1928:  Guld i toer uden styrmand